# Blanca Estrella de Méscoli
Blanca Estrella de Méscoli (* 5. September 1915 in San Felipe, Bundesstaat Yaracuy, Venezuela; † 9. November 1986 in Caracas) war eine venezolanische Komponistin und Pianistin.

## Leben und Wirken
Estrella hatte ersten Klavierunterricht bei Rafael Limardo und Doralisa Jiménez de Medina. Später setzte sie ihre Ausbildung bei Franco Medina in Barquisimeto fort. Hier unterrichtete sie Klavier an der Musikschule und gründete mit Virgilio Valera das Orquesta Guerra, dem sie als Pianistin angehörte.
1941 ging sie nach Caracas, wo sie an der Escuela Superior de Música José Ángel Lamas bei Vicente Emilio Sojo studierte. Sie war 1948 die erste Frau Venezuelas, die die Ausbildung mit dem Diplom als Maestro Compositor abschloss. 1949 heiratete sie den Violinisten Mario Méscoli. Im gleichen Jahr wurde sie Lehrerin für Musikerziehung an der Escuela Experimental Venezuela. Von 1951 bis 1953 vervollkommnete sie ihre Ausbildung bei Primo Casale.
In San Felipe wurde die Musikschule, das Conservatorio de Música Blanca Estrella de Méscoli, nach ihr benannt.

## Werke
- Suite para piano (1955)
- María Lionza, sinfonische Dichtung
- Canciones para niños für Stimme und Klavier oder Klavier solo, (1967)
- Cántico de Navidad
- Por los caminos de Zorca y Petrea
- Ballet miniatura

| Personendaten    | Personendaten                              |
| ---------------- | ------------------------------------------ |
| NAME             | Estrella de Méscoli, Blanca                |
| KURZBESCHREIBUNG | venezolanische Komponistin und Pianistin   |
| GEBURTSDATUM     | 5. September 1915                          |
| GEBURTSORT       | San Felipe, Bundesstaat Yaracuy, Venezuela |
| STERBEDATUM      | 9. November 1986                           |
| STERBEORT        | Caracas                                    |